# Paulogramma apicalis
Paulogramma apicalis är en fjärilsart som beskrevs av Krüger 1925. Paulogramma apicalis ingår i släktet Paulogramma och familjen praktfjärilar. Inga underarter finns listade i Catalogue of Life.